# Erika M. Anderson
Erika Michelle Anderson, nota anche con lo pseudonimo di EMA (Dakota del Sud, 2 aprile 1982), è una cantautrice statunitense.
Inizialmente è stata un componente della Drone Folk band dei Gowns, ed è diventata solista usando l'acronimo del suo nome, EMA, debuttando nell'agosto 2010 con la pubblicazione dell'album Little Sketches on Tape, inciso su audiocassetta per la casa discografica Night People, fondata dell'ex Raccoo-oo-oon Shawn Reed. Nel 2011 EMA ha pubblicato il suo secondo album Past Life Martyred Saints, che ha ricevuto critiche positive su Pitchfork, Drowned in Sound e su NME. Dopo la pubblicazione dell'album, EMA è stata definita "New Band of the Day" dal quotidiano Guardian e "Artist To Watch" dalla rivista Rolling Stone Magazine. Nel 2011 ha eseguito "Endless, Nameless" per il tributo organizzato dalla rivista SPIN in occasione del 20º anniversario dell'album  Nevermind dei Nirvana.
EMA è stata diffusamente recensita dai blog musicali ed è stata citata nelle news di Yahoo come artista della settimana più citata nei blog. Questo calcolo è stato effettuato utilizzando un aggregatore di oltre 1 000 blog musicali.

## Discografia

### Album
- Little Sketches on Tape (Night People, 2010)
- Past Life Martyred Saints (Souterrain Transmissions, 2011)
- Exile in the Outher Ring (City Slang Records, 2017)

### Singoli
- "The Grey Ship / Kind Heart" (Souterrain Transmissions, 2011)
- "California" (Souterrain Transmissions, 2011)
- "Soul on Fire" (Hell, Yes!, 2011)
- "Milkman" (Souterrain Transmissions, 2011)
- "Marked / Angelo" (Souterrain Transmissions, 2011)